# رود یوکانگا
رود یوکانگا (انگلیسی: Iokanga) یک رودخانه در استان مورمانسک کشور روسیه است.